# Meidoornbladroller
De meidoornbladroller (Archips crataegana) is een vlinder uit de familie bladrollers (Tortricidae). De wetenschappelijke naam is voor het eerst geldig gepubliceerd in 1799 door Hübner. 

## Kenmerken
De spanwijdte is ongeveer 20 mm voor mannen en ongeveer 25 mm voor vrouwen. De achtervleugels zijn grijs, de top bij het vrouwtje soms gelig.

## Levenswijze
Ze zijn op de vliegen van juni tot augustus. De larven voeden zich met verschillende loofbomen, waaronder Quercus, Ulmus, Fraxinus en Salix soorten. Ze voeden zich in een strak opgerold blad. De soort overwintert als ei. Volwassenen zijn seksueel dimorf.

## Verspreiding
De soort komt voor in Europa.